# 존재선생실기책판
존재선생실기책판(存齋先生實記冊板)은 대한민국 대구광역시 달성군 유가면에 있는 조선시대의 책판이다. 1995년 5월 12일 대구광역시의 유형문화재 제40호로 지정되었다.

## 개요
이 책판은 임진왜란 때 장렬히 싸우다가 전사한 존재 곽준에 대한 기록을 새긴 것이다.
곽준은 곽재우의 당숙이며, 선조 27년(1594)에 안응현감이 되어 황석산성을 지키다가 성이 함락되자 가족과 함께 전사하였다. 그가 죽은 후 병조참의에 증직되었고, ‘충렬’이란 시호가 내려졌다.
본 실기는 숙종 21년(1695)에 편찬되었고, 전해지는 책판은 영조 42년(1766)에 판각되어 예연서원 장판각에 보존되어 있다.
이것은 임진왜란사 연구에 있어 특히 경상도 지역의 활약을 연구하는데 귀중한 자료이다.

## 참고 자료
- 존재선생실기책판 - 국가유산청 국가유산포털